# Agrochola obscura
Agrochola obscura là một loài bướm đêm trong họ Noctuidae.